# Lettre d'Amazonie
La Lettre d’Amazonie est un périodique français trimestriel fondé en 1962 par le Père Sylvain Dourel. Il est distribué sur abonnement par la poste et à un tirage de 8 000 exemplaires.
Ce périodique traite de la présence en Amazonie de missions humanitaires catholiques et de leurs activités et soutiens. Elle traite en particulier les activités de la mission de Guajara-Mirim fondée en 1932 en Amazonie (Brésil).

## L’éditeur
L’éditeur portant le même nom : « La lettre d’Amazonie » est une association reconnue d’utilité publique qui  a pour objet de soutenir le développement des ressources de l’Amazonie (Brésil) en respectant les règles humanitaires par toute sorte d’échange et la mise en œuvre d'écoles, hôpitaux, centres de formation. Cette association basée en France sert de plateforme pour obtenir un appui moral et financier en France pour la mission de Guajará-Mirim.

## Sujets traités
Les sujets traités par le périodique sont variés et se résument dans les points suivants :
- Témoignages sur le vécu de la mission de Guajará-Mirim (Brésil)
- L’hôpital, jardin d’enfants, maison des vieux, centre de formation professionnelle
- Défense de l’Amazonie (Brésil)
- Déforestation, brûlages
- La forêt amazonienne, le poumon vert
- Biodiversité
- Bio piratage
- Paludisme, drogues
- Problèmes des migrants
- Indiens d’Amazonie